# Лусс-Хиллз
Лусс-Хиллз (англ. Luss Hills) — горный хребет в Западной Шотландии, находящийся на территории Аргайла. Лусс-Хиллз является южной частью Грампианского горного хребта. Хребет находится к западу от озера Лох-Ломонд на территории национального парка Лох-Ломонд-энд-те-Троссахс. Популярное место для пеших прогулок по невысоким горам. Самая высокая точка региона — гора Дун, высота которой составляет 734 метра.

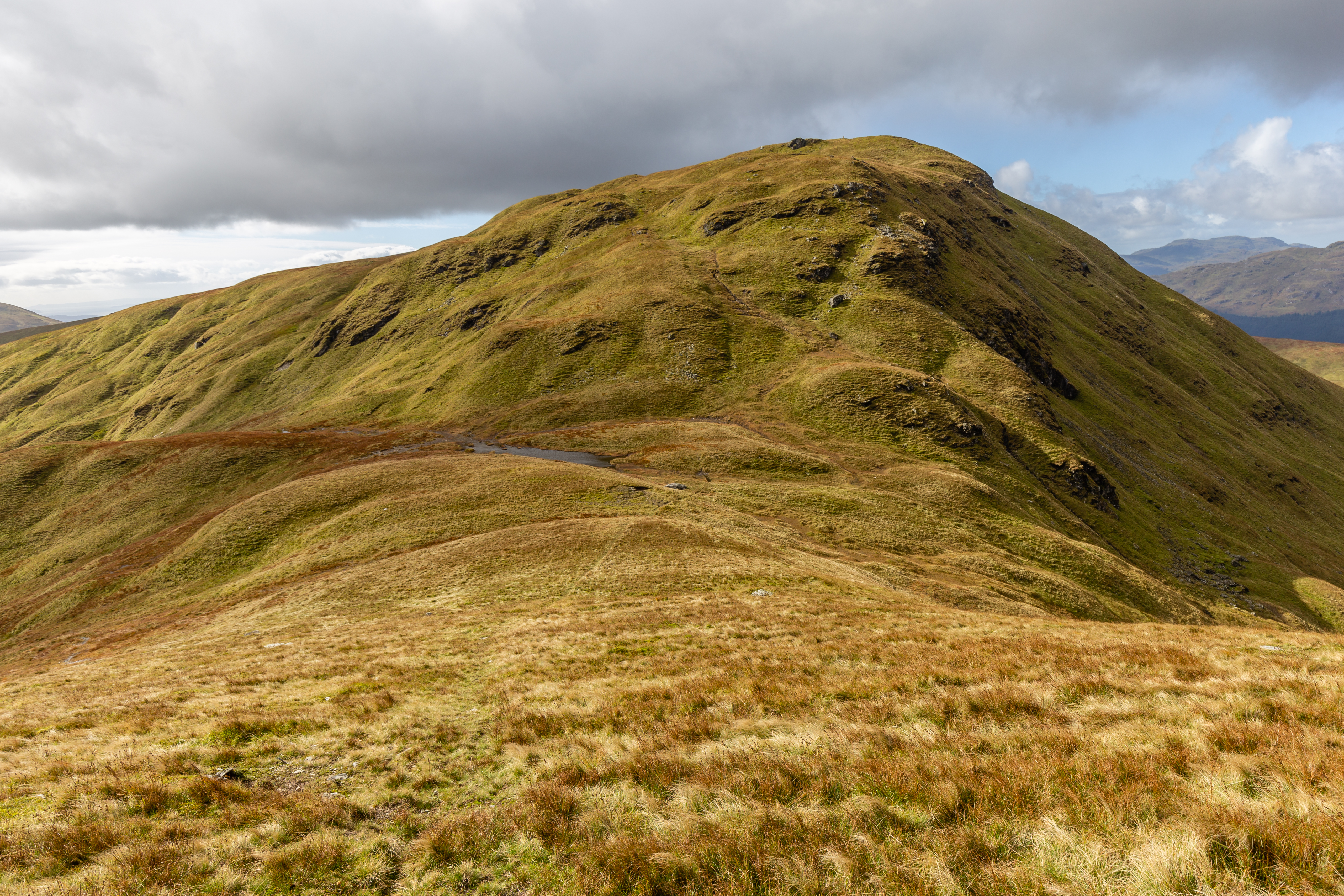
Высшая точка хребта — гора Дун